# Vincent Gontier
Pour les articles homonymes, voir Gontier.
 (juillet 2022).
La mise en forme du texte ne suit pas les recommandations de Wikipédia : il faut le « wikifier ».
Les points d'amélioration suivants sont les cas les plus fréquents :
- Les titres sont pré-formatés par le logiciel. Ils ne sont ni en capitales, ni en gras.
- Le texte ne doit pas être écrit en capitales (les noms de famille non plus), ni en gras, ni en italique, ni en « petit »…
- Le gras n'est utilisé que pour surligner le titre de l'article dans l'introduction, une seule fois.
- L'italique est rarement utilisé : mots en langue étrangère, titres d'œuvres, noms de bateaux, etc.
- Les citations ne sont pas en italique mais en corps de texte normal. Elles sont entourées par des guillemets français : « et ».
- Les listes à puces sont à éviter, des paragraphes rédigés étant largement préférés. Les tableaux sont à réserver à la présentation de données structurées (résultats, etc.).
- Les appels de note de bas de page (petits chiffres en exposant, introduits par l'outil «  Source ») sont à placer entre la fin de phrase et le point final[comme ça].
- Les liens internes (vers d'autres articles de Wikipédia) sont à choisir avec parcimonie. Créez des liens vers des articles approfondissant le sujet. Les termes génériques sans rapport avec le sujet sont à éviter, ainsi que les répétitions de liens vers un même terme.
- Les liens externes sont à placer uniquement dans une section « Liens externes », à la fin de l'article. Ces liens sont à choisir avec parcimonie suivant les règles définies. Si un lien sert de source à l'article, son insertion dans le texte est à faire par les notes de bas de page.
- La présentation des références doit suivre les conventions bibliographiques. Il est recommandé d'utiliser les modèles {{Ouvrage}}, {{Chapitre}}, {{Article}}, {{Lien web}} et/ou {{Bibliographie}}. Le mode d'édition visuel peut mettre en forme automatiquement les références.
- Insérer une infobox (cadre d'informations à droite) n'est pas obligatoire pour parachever la mise en page.

Pour une aide détaillée, merci de consulter Aide:Wikification.
Si vous pensez que ces points ont été résolus, vous pouvez retirer ce bandeau et améliorer la mise en forme d'un autre article.
 (août 2022).
Si vous disposez d'ouvrages ou d'articles de référence ou si vous connaissez des sites web de qualité traitant du thème abordé ici, merci de compléter l'article en donnant les références utiles à sa vérifiabilité et en les liant à la section « Notes et références ».
Vincent Gontier, né à Fourmies (Nord) en 1962, est un sculpteur français. Il vit et travaille à Voiron (Isère).

## Biographie
De 1982 à 1987, il est élève de l’École des Beaux-Arts de Cherbourg puis de l’École des Beaux-Arts de Rouen où il obtient le Diplôme national supérieur d’expression plastique (DNSEP) en juillet 1987; il s’installe à Grenoble cette même année. C’est pendant cette période d’apprentissage qu’il réalise son premier assemblage de papier, une technique et une esthétique qui deviendra emblématique de son œuvre. Le papier, journaux ou bulletins de vote, traversé et comprimé par l’acier fait naitre des formes par le jeu des contraintes mécaniques. 
De 1991 à 1997 il est représenté par la Galerie Antoine De Galbert à Grenoble avec laquelle il participe à divers salons expositions collectives et personnelles.
Vincent Gontier travaille le métal et le papier. Il allie, écrit Pierre Péju, « la minutie d’un 'origamiste' à la puissance d’un forgeron ». Il ajoute : « Dans chaque sculpture de Vincent Gontier, qu’elle soit massive ou toute petite, il existe un 'point d’équilibre'. Ce point (ou cet axe invisible) réalise une « coïncidence des opposés. » Les brassées de papier prennent des formes géométriques complexes, douces et parfaites. Parce qu’il s’agit, souvent, de papier journal, ces œuvres fonctionnent comme des métaphores de la mémoire : la compression du temps inscrit les souvenirs dans une forme qui associe accélération et étirement, singularité et continuité.

## Œuvres

### Expositions personnelles (sélection)
- 1991 : Espace Acier-Usinor Sacilor, La Défense, Paris.
- 1991 : Centre d’Arts Plastique de Saint-Fons, Lyon.
- 1991 : Galerie Antoine de Galbert, Grenoble.
- 1995 : Musée Faure, Aix-les-Bains. Galerie Antoine de Galbert, Grenoble.
- 1995 : La Halle, Pont en Royans.
- 2005 : « Jumelles », Le VOG, Fontaine.
- 2009 : « Typographie d’une ville », Espace Aragon, Villard-Bonnot.
- 2010 : Exposition artistique au cœur d’une unité industrielle en activité chez ALLIMAND à Rives France
- 2011 : « Waka Rere Rangi », Installation à la Paul Nashe Gallery, Gisborne, Nouvelle-Zélande. (Résidence)
- 2014 : « Une histoire…», La Grange Dîmière, Le Pin.
- 2015-2016 : au Musée Hebert à La Tronche, Grenoble.
- 2018 : Chapelle de La Visitation, Condrieu. Vieille Chapelle Villars.
- 2021 : « Vincent Gontier, Installation, sculptures et dessins », L’USINE, Le Poët-Laval, (Drôme)

### Expositions collectives (sélection)
- 1987 : « Jeune sculpture 1987/2 », Port d’Austerlitz, Paris.
- 1990 : « Triangle Artists Workshop », Pine Plains, New York.
- 1993 : Symposium « Nature of Paper », Centre de sculpture polonais, Oronsko, Pologne. (Résidence)
- 1996 : « Couleur et Construction », Musée de Grenoble
- 2002 Exposition d’art environnemental, Musée de Kuopio, Finlande.(Résidence)
- 2008 : « Papiers Choisis » Charles Juliet invite quinze artistes (dont P. Soulages), Musée Chintreuil, Pont De Vaux.
- 2013 : « Point de repère » Musée Paul Dini, Villefranche sur Saône.
- 2017 : « Architectures de l'imaginaire », Musée Chintreuil, Pont de vaux.
- 2017 : 9e Triennale Internationale du Papier, Musée de Charmey, Gruyère, Suisse. 3e prix
- 2018 : Internationale papierkunstbiennale, Haacht, Belgique.
- 2018 : Parcours WAC, Dieulefit, Drôme.
- 2019 : 8e Biennale internationale du lin de Portneuf, Deschambault, (Québec).(Résidence)